# Sismo de Salt Lake City em 2020
O sismo de Salt Lake City de 2020 ocorreu aproximadamente às 07:09 MDT, na manhã de 18 de março de 2020. atingindo uma magnitude de 5,7. O abalo teve o epicentro a 6 km (3.7 mi) a  norte-nordeste de Magna, Utah. Foi o sismo mais forte do estado desde 1992 e causou quedas de energia perto do Aeroporto Internacional de Salt Lake City,  e a interrupção das atividades no aeroporto.  A torre de controle foi evacuada e os passageiros nos terminais e saguões foram transferidos para os ônibus. Os carros do sistema ferroviário leve TRAX eram mantidos nas estações mais próximas. Aproximadamente 55.000 pessoas ficaram sem energia elétrica em todo o Vale de Salt Lake  Mais de 25 tremores secundários foram registrados dentro de duas horas após o tremor principal,  o maior deles 4,4   sismo de magnitude que ocorreu 53   minutos após o choque primário.  Tremores intensos foram sentidos no centro de Salt Lake City,  e o sismo foi sentido em Wyoming. Os itens foram arrancados das paredes e prateleiras de residências e empresas, e os tijolos das fachadas.  O Distrito Escolar de Weber cancelou suas aulas para avaliar os danos causados pelo abalo.  Sismo de magnitude semelhante afetam Utah aproximadamente uma vez a cada década. Até no sul de Idaho se relataram pequenos tremores do abalo. 

## Rumores
Cerca de uma hora após o acontecimento, a mídia online começou a espalhar boatos afirmando que outro sismo muito maior ocorreria em Salt Lake City após o primeiro abalo original. No entanto, o The Utah Emergency Management no Twitter rejeitou essas alegações, afirmando que esse foi provavelmente o mais forte da sequência, mas também que os tremores secundários ainda podem ser perigosos. 